# Futon

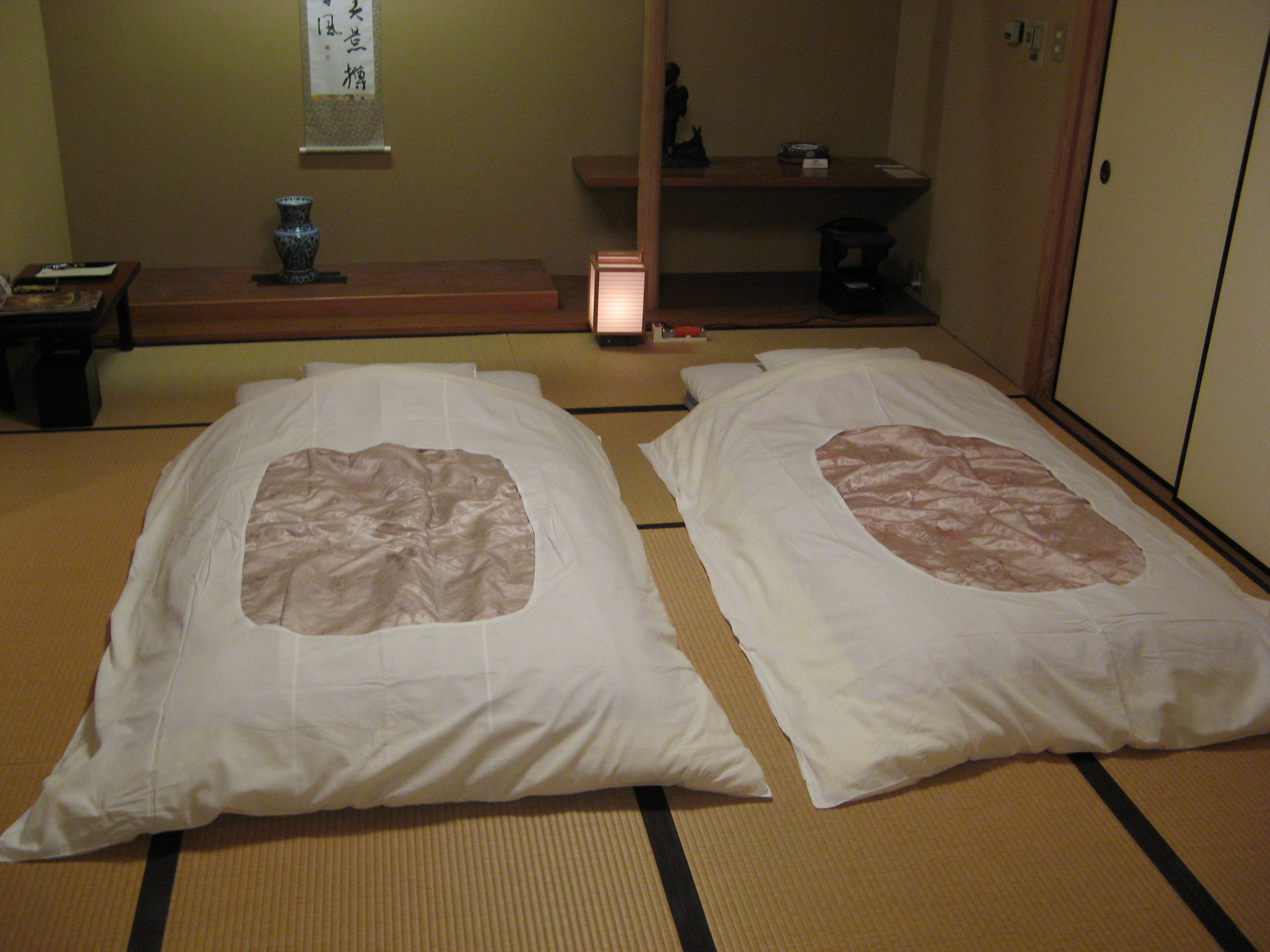
Japans type futon die zijn klaar gelegd voor het slapen

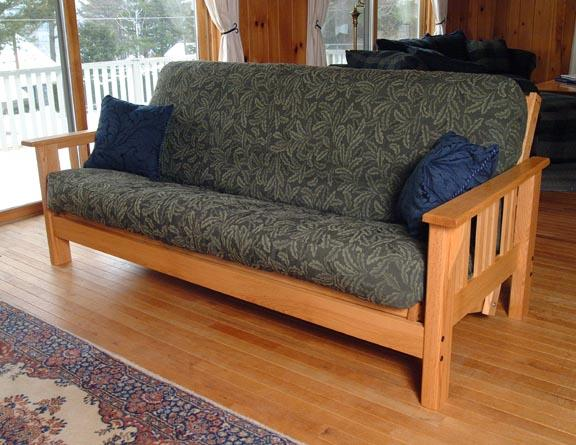
Westers type futon-bank

Futon is een leenwoord dat afgeleid is van het Japanse futon (布団 of 蒲団) [ɸɯ̥tɔɴ]uitspraakⓘ en wordt meestal gebruikt om te refereren aan de traditionele stijl van Japans beddengoed dat bestaat uit beklede matrassen en quilts. Doordat deze buigzaam zijn, kunnen ze overdag worden opgevouwen en opgeborgen, zodat de slaapkamer gebruikt kan worden voor andere doeleinden. De set beddengoed die aangeduid wordt als futon in Japan bestaat voornamelijk uit een shikibuton (敷き布団, bodemmatras) en een kakebuton (掛け布団, dikke gewatteerde quilt). Het woord is van Sino-Japanse oorsprong en betekende oorspronkelijk rond kussen gevuld met Lisdodde-aren. Het is ontstaan uit het Chinese fu (蒲, Grote Lisdodde) + ton (団, rond).
Een futon is een platte matras met een stoffen buitenkant die gevuld is met katoen, wol of synthetische tussenvulling. Ze worden in Japan in speciaalzaken met de naam futon'ya of in warenhuizen verkocht als set van bodemmatras (shikibuton), een dikke gewatteerde quilt (kakebuton) of deken (毛布 mōfu), een zomerdeken die op een grote handdoek (タオルケット , taoruketto) lijkt en een kussen (枕 makura) dat meestal gevuld is met bonen, boekweitkaf of plastic kralen. Futon zijn ontworpen om gebruikt te worden op tatami-vloeren en worden normaliter gedurende de dag opgeborgen, waardoor de tatamivloer kan ademen. Futon moeten vaak gelucht worden. Veel Japanners kloppen regelmatig hun futon uit om te voorkomen dat de vulling samengepakt raakt. Ze gebruiken een futon tataki (布団叩き), een speciaal instrument dat traditioneel van bamboe wordt gemaakt en op een westerse mattenklopper lijkt.
Futon zijn verkrijgbaar in eenpersoons, semi-tweepersoons en tweepersoons formaat. De Westerse futon is gebaseerd op de originele Japanse versie, maar heeft een aantal grote verschillen. Ze worden bijna altijd in een verstelbaar houten of metalen frame geïnstalleerd zodat deze niet alleen als bed, maar ook als bank of stoel gebruikt kan worden. Het wordt meestal gevuld met schuim en tussenvulling, heeft meestal meerdere lagen en is meestal dikker en groter dan een Japanse futon waardoor het meer op een traditionele matras lijkt. Westerse futon zijn een alternatief voor een bed of ander meubilair en worden meestal verkocht als sets met een matras en een frame. Futon hebben meestal een verwijderbare en vervangbare hoes in uiteenlopende kleuren zodat ze kunnen worden aangepast aan de moderne evoluerende smaak van decoratie. Westerse futonmatrasvullingen variëren van restjes van schuimmatrassen tot de hogere kwaliteit milieuvriendelijke natuurlijke vullingen van vilt en wol.
In het Japans is een zabuton, za(座, zitplaats) + futon (布団), een vierkant, dun kussen dat gebruikt wordt om op te zitten aan een tafel in een ruimte met tatami. Deze tafels zijn vaak rond de 30cm hoog.